# Estland
För andra betydelser, se Estland (olika betydelser).
Estland (estniska: Eesti), officiellt Republiken Estland (Eesti Vabariik, från vaba, "fri", och riik, "stat, rike"), är en republik i Baltikum i Nordeuropa. Landet har kust mot Finska viken, Östersjön och Rigabukten samt landgräns mot Ryssland och Lettland. Huvudstad är Tallinn. Landet omfattar över 2 200 öar i Östersjön och i Finska viken som ligger mellan Estland och Finland. Öarna utgör 10 procent av landets totala yta. De två största öarna är Ösel (Saaremaa) och Dagö (Hiiumaa), som ligger mellan Rigabukten och Östersjön. Genom sjön Peipus (Peipsi järv) i öster går en del av gränsen mot Ryssland. Berggrunden täcks övervägande av morän, som avlagrats under den senaste istiden.
Estlands forntid inkluderar bosättningsperioden (omkring 10000 f.Kr.). Territoriet har varit bebott sedan åtminstone 6500 f.Kr., och finsk-ugrisktalande folk – de moderna esternas språkliga förfäder – anlände senast omkring 1800 f.Kr. Från 1200-talet fram till 1900-talet styrdes Estland av utländska herrar, först danskar och tyskar, och från 1500-talet svenskar. År 1721 övertog Kejsardömet Ryssland makten över Estland och styrde landet i nästan 200 år.
År 1918, efter den tyska ockupationen under första världskriget, utropade republiken Estland sin självständighet. Tyska trupper trängde in i landet och Sovjetryssland hotade med ockupation, men efter fredsavtalet 1920 erkände Sovjetryssland formellt Estland. Självständigheten varade inte speciellt länge. Under andra världskriget invaderades Estland av först sovjetiska och senare av tyska stridskrafter. År 1944 återerövrade Sovjetunionen landet, som var en sovjetrepublik fram till 1991 när man på nytt utropade sin självständighet. Sedan 2004 är landet medlem av både Europeiska unionen och Nato. Estland blev 2010 medlem i OECD och året därpå införde Estland euron som valuta.
Landets topografi växlar mellan slätter och kullandskap. Stora områden är karga och steniga, och berggrunden är täckt av tjocka moränlager som bildades under den senaste istiden. Myrar och mossmarker är också vanliga. Från de stora skogsområdena hämtas råvaran till den ekonomiskt viktiga träindustrin. Även maskin- och textilindustri är betydande näringsgrenar.
Endast en liten del av landet kan användas till jordbruk. Inom jordbrukssektorn dominerar mjölkproduktion och boskapshantering, särskilt svinavel. Landet har stora förekomster av oljeskiffer, som bryts för framställning av gas och petrokemiska produkter. Nästan all elproduktion och fjärrvärme görs med oljeskiffer som råvara. I jämförelse med andra tidigare sovjetrepubliker har Estland högst levnadsstandard.

## Historia

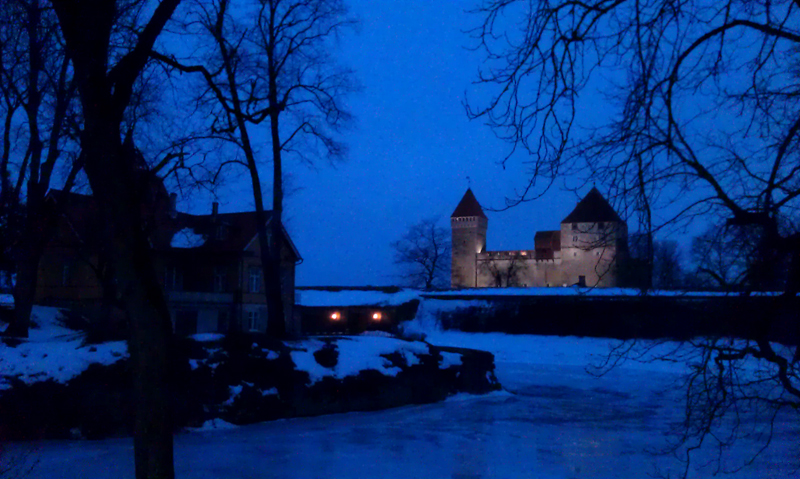
Biskopsborgen i Kuressaare.

Hertigdömet Estland.

Estland var under medeltiden bas för Tyska orden. Från 1561 löd Estland under Sverige men blev efter det Stora nordiska kriget en del av Kejsardömet Ryssland, officiellt vid freden i Nystad 1721.
Efter den ryska oktoberrevolutionen utropade Estland den 24 februari 1918 sin självständighet, vilken befästes genom det estniska frihetskriget och erkändes av Sovjetryssland genom fredsfördraget i Dorpat (nu Tartu) den 2 februari 1920.
Efter Nazitysklands invasion av Polen 1939 och sänkningen av det ryska fartyget Metallist utanför Estlands kust krävde Sovjetunionen flyg- och flottbaser på estniskt territorium inför det stundande kriget. Detta ledde i förlängningen till att sovjetiska trupper ockuperade hela landet. Ett nytt parlament utsågs till vilket enbart medlemmar ur Estlands kommunistiska parti (EKP) kunde väljas. Detta parlament proklamerade sedermera Estlands införlivning i Sovjetunionen. Genom anslutningen till Sovjetunionen ombildades Estland till en sovjetisk rådsrepublik, Estniska SSR, den 21 juli 1940. Mellan 1941 och 1944 ockuperades Estland av Nazityskland, tills det åter annekterades av Sovjetunionen 1944. Sverige var bland de första länderna att erkänna Estland som en del av Sovjetunionen.
Estland deklarerade på nytt sin självständighet den 20 augusti 1991. Självständigheten erkändes av Sovjetunionen den 6 september 1991. Efter detta har det estniska parlamentet strävat mot integration med Västeuropa, vilket har lett till att landet blev medlem i Nato den 29 mars 2004 och i Europeiska unionen den 1 maj 2004. Estland blev medlem i OECD 2010.

## Geografi

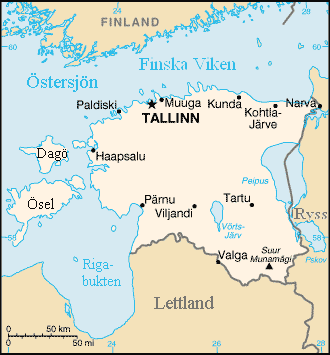
Karta över Estland.

Estland ligger längs Östersjöns östra kust, på den nordvästra delen av den stegrande östeuropeiska slättlandet mellan 57,3° och 59,5° nord och 21,5° och 28,1° öst. Landets genomsnittliga höjd över havet är endast 50 meter, och landets högsta punkt är Suur Munamägi i sydöst, som når 318 meter över havet.
Antalet öar uppgår till runt 1 500; de två största, Ösel (Saaremaa) och Dagö (Hiiumaa) utgör egna län. 

### Hydrografi
Estland har över 1 400 sjöar, men de flesta är mycket små. Den största sjön Peipus (Peipsi järv) ligger på gränsen till Ryssland, och är 3 555 km². Landet har även ett antal myrar och 3 794 kilometer kuststräcka med flera bukter, sund och vikar. Estlands längsta flod är Võhandu, som är 162 kilometer lång. Den största floden är Narva.

## Styre och politik

### Författning och styre

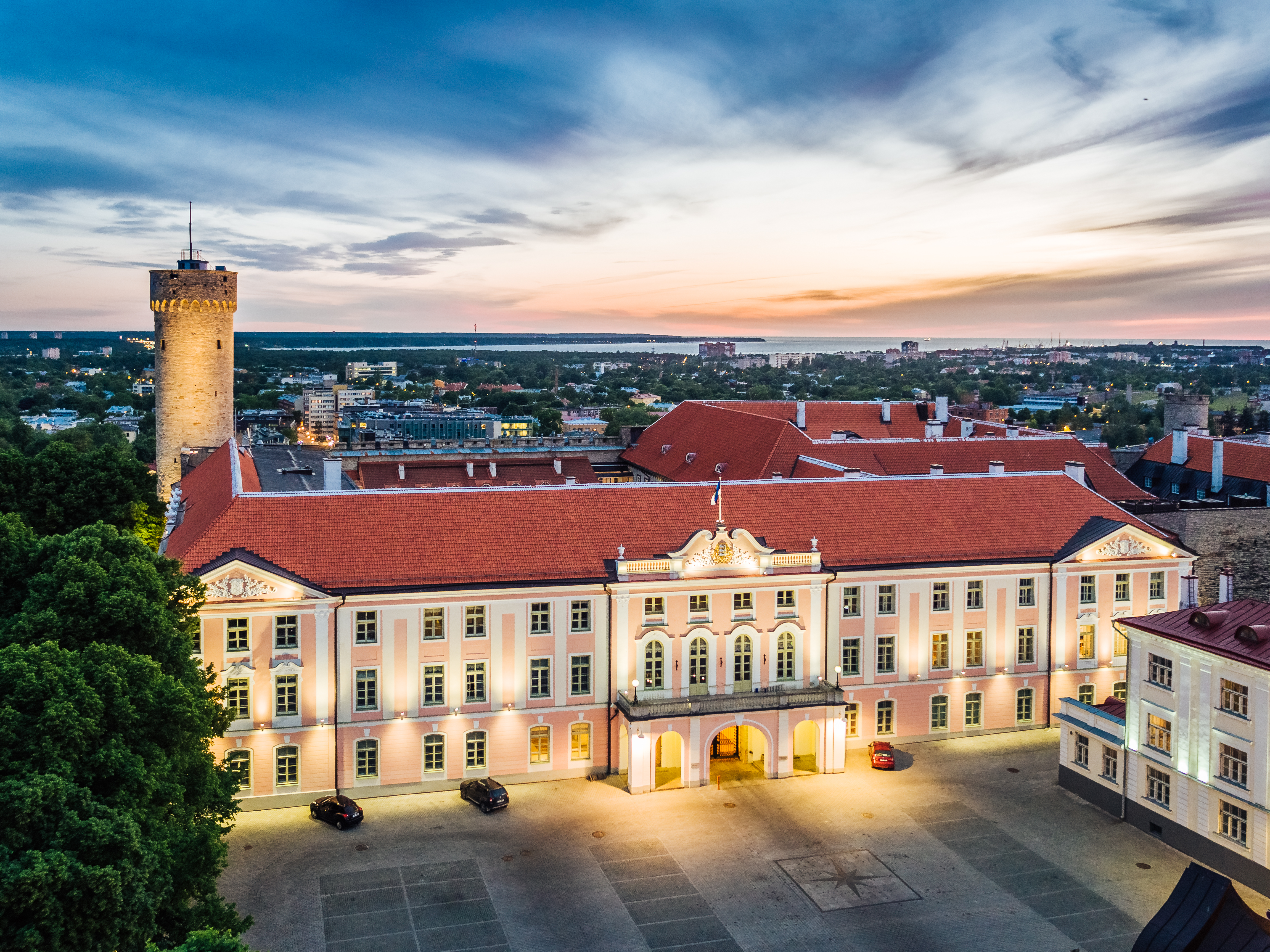
Parlamentet, Riigikogu, har sitt säte i slottet på Domberget i Tallinns gamla stad.

Estland är en republik och en parlamentarisk demokrati. Den nuvarande konstitutionen antogs 1992 och är republikens fjärde. Ordinarie val till parlamentet, Riigikogu, hålls vart fjärde år, men presidenten har även möjlighet att utlysa nyval under vissa förutsättningar. En sjundedel av invånarna saknar medborgarskap och rösträtt till parlamentet. Inrikespolitiken präglades länge av partisplittring, men på 2000-talet har läget stabiliserats. Estland har varit ett pionjärland inom elektronisk röstning vid val, och har haft denna möjlighet sedan 2005 för lokalvalen och sedan 2007 i nationella val till Riigikogu. Väljare har därefter möjlighet att ändra sin elektroniska förhandsröst i vallokalen.
Riigikogus 101 ledamöter stiftar lagar, godkänner statsbudgeten och övervakar regeringens och de verkställande organens arbete, samt ratificerar internationella överenskommelser. Parlamentet har sitt säte i slottet på Domberget i centrala Tallinn.
Estlands president är landets statschef och har huvudsakligen ceremoniella och representativa plikter. Presidenten väljs indirekt vart femte år, med möjlighet till högst två mandatperioder i direkt följd. Valet sker genom ett nominerings- och röstningsförfarande i Riigikogu i flera omgångar, fram till att en kandidat erhållit kvalificerad majoritet med minst 68 ledamöter i parlamentet eller att någon av de två kandidaterna med flest röster uppnått absolut majoritet i en elektorsförsamling bestående av parlamentariker och kommunalråd. Presidentens signatur krävs för att de lagar som parlamentet stiftar ska träda i kraft och presidenten har rätt att skicka tillbaka lagar som anses vara oförenliga med landets konstitution, vilket i praktiken sällan händer. Parlamentet har i så fall möjligheten att ytterligare en gång besluta om lagens införande, och i så fall avgörs frågan av högsta domstolen. Presidentämbetet har sitt säte i Kadriorgpalatsets administrationsbyggnad i stadsdelen Kadriorg.
Estlands premiärminister är landets regeringschef och leder regeringen. Premiärministern nomineras av presidenten efter konsultationer med partierna och väljs därefter av Riigikogu, som har möjlighet att förkasta presidentens val till förmån för en annan majoritetskandidat. Regeringens ministrar, som högst får vara 15, utses av premiärministern, utnämns formellt av presidenten och godkänns av parlamentet. De 12 departementen leds av ministrar med motsvarande ansvarsområden, men premiärministern kan även utse så kallade ministrar utan portfölj med särskilt definierade uppgifter. Regeringskansliet har sitt säte i Stenbockska huset på Domberget i Tallinn.

### Administrativ indelning
Estland är indelat i 15 landskap (estniska: maakonnad, maakond i singular) och från 2017 i 79 kommuner, varav 15 städer (estniska: linnad, linn i singular) och 64 landskommuner (estniska: vallad, vald i singular). Maakonnad är statliga myndigheter och saknar valda församlingar. Estlands kommuner har allmän kompetens, och styrs av kommunfullmäktige som väljs vart tredje år. Det finns ingen separat kommunalskatt, men kommuner tilldelas 56 procent av den statsskatt som betalas inom deras territorium.
Landskap
- Harjumaa (Harrien)
- Hiiumaa (Dagö)

Estlands landskap.

- Ida-Virumaa (Östra Wierland / Östvirland)
- Järvamaa (Jerwen)
- Jõgevamaa
- Läänemaa (Wiek)
- Lääne-Virumaa (Västra Wierland / Västvirland)
- Pärnumaa
- Põlvamaa
- Raplamaa
- Saaremaa (Ösel)
- Tartumaa
- Valgamaa
- Viljandimaa
- Võrumaa

### Rättsväsen
Estlands högsta domstol, Riigikohus, har 19 domare och är både högsta juridiska instans och konstitutionsdomstol, med makt att ogiltigförklara lagar som strider mot konstitutionen. Domstolen har sitt säte i Tartu. Domstolens ordförande nomineras av presidenten och domarna nomineras av högsta domstolens ordförande; alla ledamöter ska efter nomineringen godkännas av parlamentet och väljs då på livstid.

### Försvar

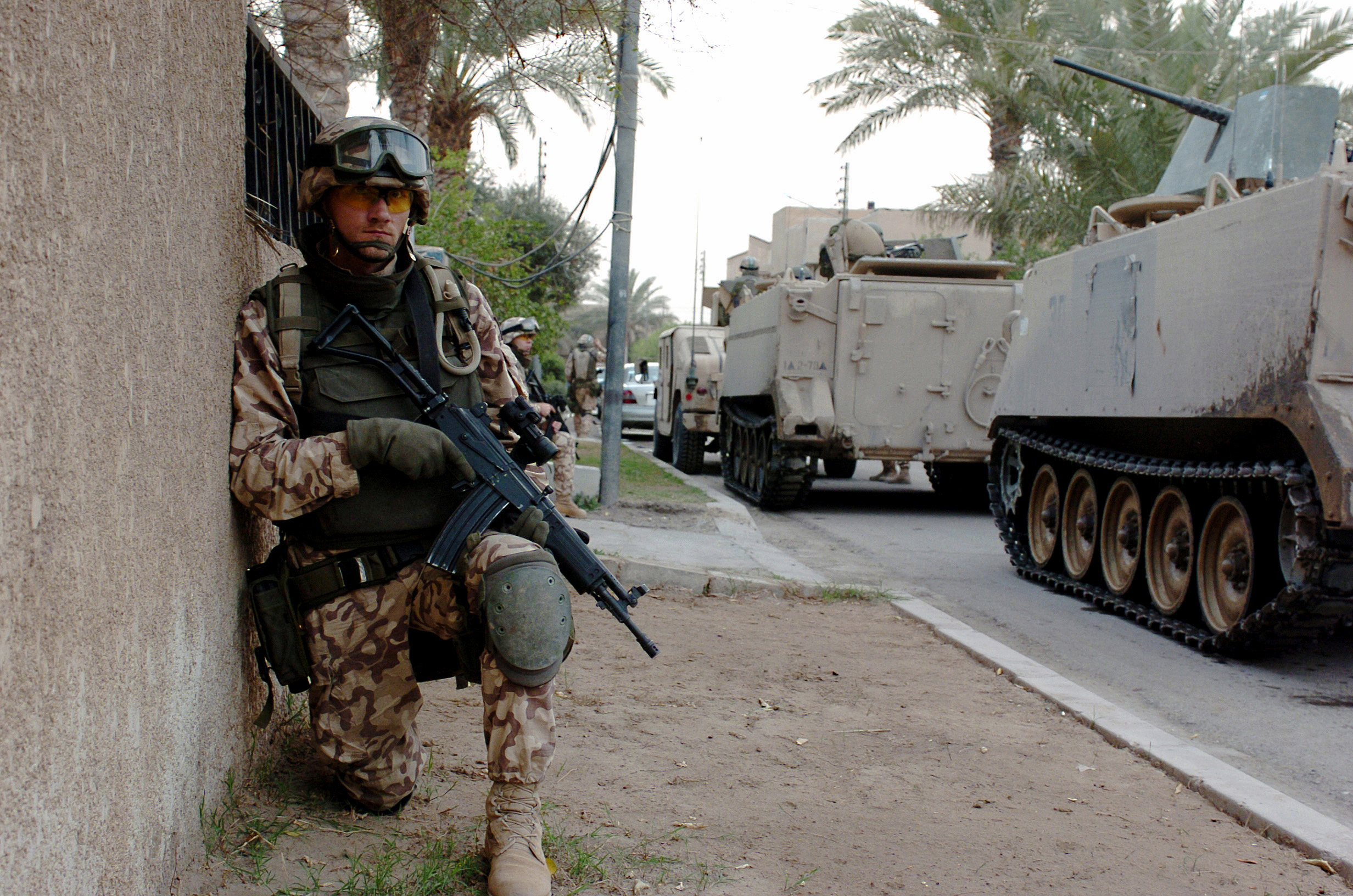
Estnisk soldat i Bagdad 2005.

Syftet med Estlands försvar är att upprätthålla landets oberoende, suveränitet och territoriella integritet. Estland är sedan 2004 medlem av såväl EU som Nato och den estniska försvarsmakten skall ha en sådan kapacitet att den kan medverka i gemensamma militära operationer ledda av EU eller Nato.
Den estniska försvarsmakten består av armén, flottan och flygvapnet, med respektive 3 800, 300 och 200 soldater, av vilka 1 500 är värnpliktiga. Estland har allmän värnplikt för män. I praktiken inkallas ungefär 15 procent av de värnpliktiga till grundutbildning. Grundutbildningens längd är åtta eller elva månader. Den som genomfört grundutbildningen kan inkallas till repetitionsutbildning vart femte år. Planerad storleksram för försvarsmaktens mobiliseringsorganisation är 16 000 soldater. Därtill kommer Estlands hemvärn, Kaitseliit, med 8 000 aktiva hemvärnssoldater.
Armén är den viktigaste försvarsgrenen och består av följande förband:
- Kuperjanovi Üksik-jalaväepataljon (Kuperjanov avdelta infanteribataljon)
- Kalev Üksik-jalaväepataljon (Kalev avdelta infanteribataljon)
- Scoutspataljon (Scoutbataljonen)
- Viru Üksik-jalaväepataljon (Viru avdelta infanteribataljon)
- Üksik-sidepataljon (Avdelta signalbataljonen)
- Üksik-vahipataljon (Avdelta gardesbataljonen)
- Suurtükiväegrupp (Artillerigruppen)
- Õhutõrjedivisjon (Luftvärnsbataljonen)
- Pioneeripataljon (Ingenjörsbataljonen)
- Rahuoperatsioonide Keskus (Centrum för fredsbevarande operationer)

## Ekonomi och infrastruktur
Liksom i andra sovjetrepubliker infördes en centralstyrd planekonomi. När landet åter blev fritt inleddes en modernisering av den nedslitna industriapparaten och mödosam övergång till marknadsekonomi.
Den estniska centralbanken, Eesti Pank, återupptog sin verksamhet 1990. I juni 1992 ersatte Estland rubeln med landets egen valuta, den estniska kronan (EEK). Valutan var från början bunden till D-marken. När Tyskland övergick till euro bands kronan till den istället. Estland införde euron den 1 januari 2011.
År 1994 blev Estland ett av de första länderna som introducerade platt inkomstskatt på 26 procent oavsett inkomst. Skatten har efter det successivt sänkts. År 2017 var skattesatsen 20 procent.
På grund av den ryska finanskrisen 1998 genomgick landet 1999 sin värsta finansiella kris sedan självständigheten 1991. Estland gick med i Världshandelsorganisationen 1999; landet fick då hjälp av bland annat Europeiska unionen och när landet senare blev medlem i Europeiska unionen 2004 var Estland det land som hade den starkaste ekonomin av de nya medlemsländerna.
Estlands ekonomi har efter ett par hårda år (2007–2009) börjat växa igen. Tack vare ett lågt budgetunderskott har den estniska staten kunnat hålla ekonomin i balans. De rutinjobb som flyttats till landet från Västeuropa försvann till billigare länder, men istället har mer högkvalificerade arbeten flyttat till Estland. Ericsson har till exempel en stor del av sin tillverkning av det nya 4G-systemet (LTE) förlagd till Estland. Efter händelserna kring Bronssoldaten fanns farhågor om att Ryssland skulle avsluta den tidigare lukrativa transittrafiken med olja genom landets hamnar. Men en stor del av transittrafiken fortsätter till de estniska hamnarna.

### Utveckling sedan 1990-talet

Estlands ekonomiska tillväxt 2002–2012.

Efter Sovjetunionens fall 1991 kämpade Estlands regering med att införa ekonomiska reformer, och genom statssubventioner, privatiseringen av näringslivet samt att priskontroll och handelshinder avskaffades, blev landet en marknadsekonomi efter att tidigare ha varit en planekonomi. Efter att importen av olja, gas och råvaror från Sovjetunionen upphörde, gick Estland med i Internationella valutafonden (IMF) 1992 som gav landet lån i utbyte mot ett stramt ekonomiskt program som innebar att statliga företag blev privatiserade, och sedan ändrades valutan från rubeln till kroon, som knöts till D-marken. Inledningsvis ledde detta till stigande arbetslöshet då många företag lades ned eftersom det inte var lönsamma, och den statliga byråkratin minskade. Åren 1991–1993 föll BNP med cirka en tredjedel, men genom att valutan kroon var kopplade till D-marken hindrades inflationen och Estland öppnade upp för utrikeshandel med länder i väst. Först 1995 uppnådde Estland en positiv reell ekonomisk tillväxt på 4,3 procent.
År 1997 hade landets BNP ökat med 11,5 procent, och 1999 knöts kroon till euro istället för D-mark. Estland blev också medlem i Världshandelsorganisationen (WTO) 1999. Skattesystemet förenklades genom att platt inkomstskatt infördes; den sänktes sedan stegvis till 21 procent för privatpersoner och företag som också fick återinvestera sin företagsvinst skattefritt. De små och medelstora företagen fortsatte att privatiseras; dock visade det sig att privatisering av mark, fastigheter, energisektorn och järnvägarna var problematisk. Statens telebolag blev delägt av finska Telia Sonera, och Estlands största banker fick svenska Swedbank och Skandinaviska Enskilda Banken (SEB) som nya ägare.
Under 2000–2007 hade Estland stark ekonomisk tillväxt, även om vissa åtstramningar hade behövts göras då Estland blev medlem i EU och NATO 2004. Det år som visade högst ekonomisk tillväxt var 2006; med 11,6 procent. Lönerna ökade kraftigt, och tillväxten drevs till stor del av konsumtion betald med billig utlåning från SEB och Swedbank. Finanskrisen 2008 ledde till att BNP krympte med 3,6 procent, och arbetslösheten ökade.
Estland hade då också ambition att gå med i Europeiska monetära unionen (EMU) och införa euron. Åtstramningar infördes och offentliga löner sänktes samtidigt som bensinskatter och moms höjdes, för att pressa budgetunderskottet under 33-procentkravet. År 2009 föll BNP ytterligare 14 procent, orsakat av minskad export och under det första kvartalet 2010 låg arbetslösheten på 20 procent. Under det andra kvartalet genomfördes en intern devalvering vilket bidrog till att den ekonomiska krisen så småningom vände. Då stod jordbruket för tre procent av BNP, industrin för 29 procent och tjänstenäringarna för 68 procent.
År 2011 blev Estland medlem i EMU och införde euro som valuta, vilket följdes av en ökande inflation. BNP växte med cirka åtta procent det året, och fem procent 2012, vilket motsvarade 22 375 858 539 USD. Samma år hade Estland den lägsta statsskulden i förhållande till BNP i EU och det lägsta budgetunderskottet, 0,3 procent. Idag är Estland ett avancerat IT-samhälle, och internationellt jobbar de främst i tjänstesektorn. År 2014 var Sverige och Finland de länder som Estland hade närmast handelssamarbeten med.

### Näringsliv

#### Jord- och skogsbruk
Estland var tidigare ett utpräglat jordbruksland, men efter andra världskriget har städerna vuxit snabbt. Inom jordbruket, som mekaniserades och kollektiviserades under sovjettiden, började man återinföra familjeägda småbruk. Kött och mejeriprodukter är viktigast. Det odlas råg, vete, potatis och foderväxter. Skogsbruk och skogsindustri har sedan gammalt stor betydelse. 

#### Energi och råvaror
Energibehovet under Sovjettiden täcktes till stor del av inhemsk skifferolja. Oljeskiffer och fosforit (råvara till gödselmedel) finns framför allt i nordöst, där brytningen orsakat svåra miljöskador.
Oljeskiffer- och kalkstensfyndigheter, som tillsammans med att skog täcker 47 procent av landet, spelar nyckelroller i Estlands ekonomi, då landet rent generellt har få resurser.

#### Industri
Industrin, främst den tunga produktionen, byggdes ut kraftigt av sovjetregimen (verkstadsindustri, kemiska och elektroniska produkter, livsmedel, textilier) och Estland försåg andra sovjetrepubliker med attraktiva varor.

### Handel
Största exporten är av maskiner och verktyg (33 procent) följt av trä och papper (15 procent), textil (14 procent) och matrelaterade produkter (8 procent). Främsta handelspartner är Finland, Sverige, Lettland, Ryssland, Tyskland och Litauen.

### Infrastruktur

#### Transporter

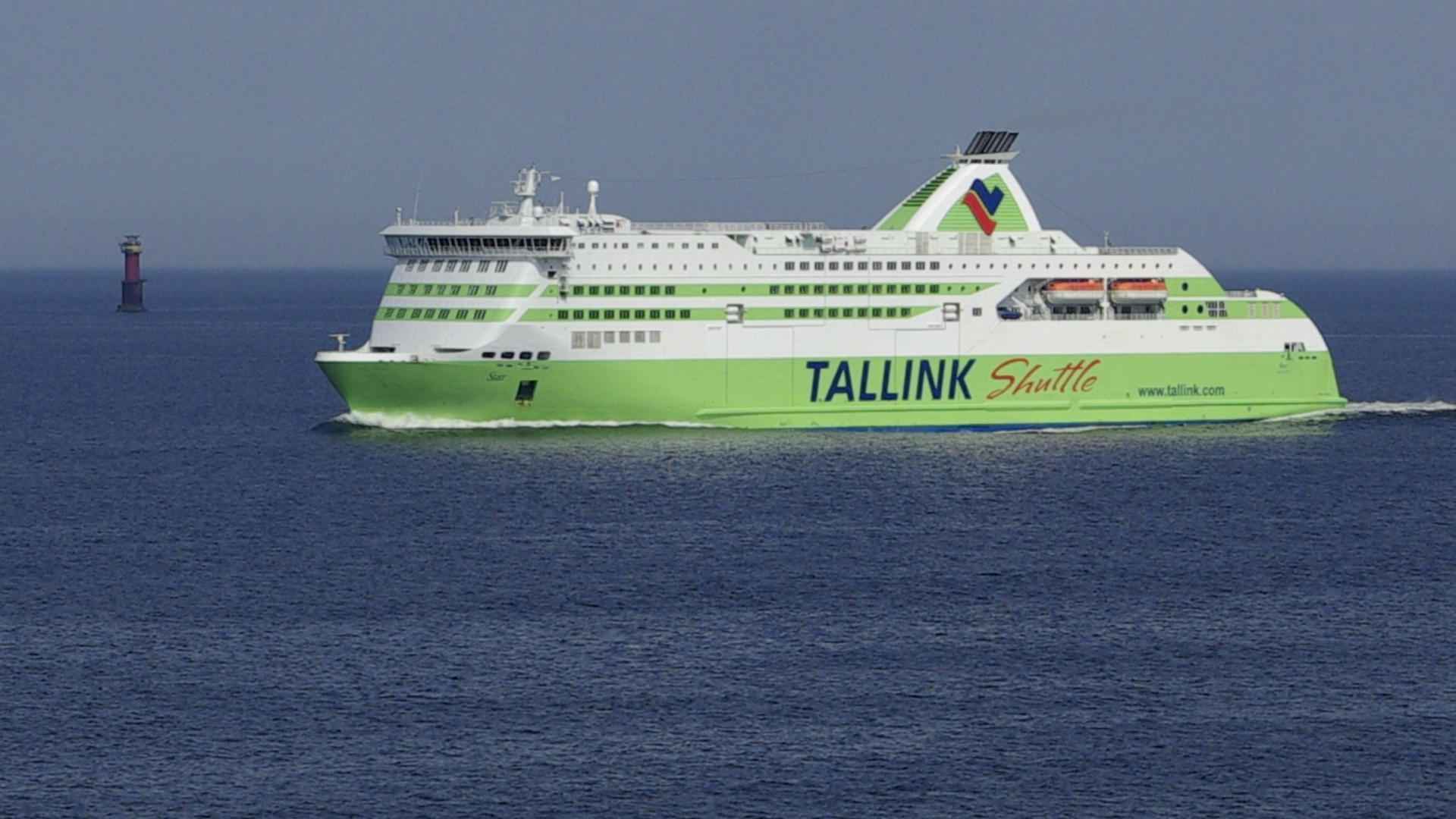
Det estniska rederiet Tallink driver bland annat rutter från Tallinn till Stockholm och Helsingfors.

Estland har stora hamnar i Paldiski och Tallinn med goda färjeförbindelser till bland annat Helsingfors, Stockholm, Mariehamn och Sankt Petersburg.
I Tallinn finns Estlands största internationella flygplats, Lennart Meri Tallinna lennujaam (även kallad Ülemiste). Största flygbolag är det statliga bolaget Nordica som bildades efter att Estonian Air gick i konkurs 2016. Flygplatserna i Tartu och Pärnu har reguljär utrikes trafik i begränsad omfattning. I juni 2016 var det bara flygplatsen i Tartu som hade en utrikeslinje till Helsingfors. Bland Estlands övriga flygplatser, vilka endast har reguljär inrikestrafik, finns Kärdla på Dagö, Kuressaare på Ösel samt Runö.
Estland har två dagliga internationella järnvägslinjer med persontrafik. Dessa går till Moskva och Sankt Petersburg, samt en linje till Riga som dock kräver byte i gränsstaden Valga. Dock tar denna resa över nio timmar jämfört med bussresan som tar knappt fem timmar. Det inhemska järnvägsnätet har på senare år[när?] underhållits dåligt. Planer finns dock att, via EU-medel, rusta upp stambanan till europeisk standard och den första etappen gäller Tallinn-Tartu (180 kilometer). En stor del av järnvägsnätet i Estland är inte elektrifierat. För närvarande[när?] trafikeras följande järnvägslinjer med persontrafik:
Tallinn-Pärnu, Tallinn-Paldiski, Tallinn-Narva, Tallinn-Viljandi, Tallinn-Tartu-Valga (vid lettiska gränsen) samt Tartu-Elva. Det finns även lokaltåg som trafikerar sträckor inom Tallinn med omnejd.

## Befolkning

### Demografi

#### Större städer
Estland har totalt 47 städer, varav 30 är stadskommuner och 17 ingår i större kommuner. Den största staden och huvudstaden är Tallinn, följt av Tartu och Narva. Många av dessa städer har historiska tyska namn, vilket speglar landets komplexa historia. 

#### Minoriteter
| Nationalitet               | 1922  | 1934  | 1959  | 1970  | 1979  | 1989  | 2000  | 2007  |
| -------------------------- | ----- | ----- | ----- | ----- | ----- | ----- | ----- | ----- |
| Ester                      | 87,7  | 88,2  | 74,6  | 68,2  | 64,7  | 61,5  | 68,3  | 68,6  |
| Ryssar                     | 8,2   | 8,2   | 20,1  | 24,7  | 27,9  | 30,3  | 25,8  | 25,6  |
| Tyskar                     | 1,7   | 1,5   | 0,1   | 0,6   | 0,3   | 0,2   | 0,1   | 0,1   |
| Svenskar                   | 0,7   | 0,7   | --    | --    | --    | --    | --    | --    |
| Finnar                     | --    | --    | 1,4   | 1,4   | 1,2   | 1,1   | 0,9   | 0,8   |
| Ukrainare                  | --    | --    | 1,3   | 2,1   | 2,5   | 3,1   | 2,1   | 2,1   |
| Belarusier                 | --    | --    | 0,9   | 1,4   | 1,6   | 1,7   | 1,3   | 1,2   |
| Judar                      | 0,4   | 0,4   | 0,4   | 0,4   | 0,3   | 0,3   | 0,2   | 0,1   |
| Övriga                     | 1,3   | 1,0   | 1,2   | 1,2   | 1,5   | 1,8   | 1,4   | 1,7   |
| Total folkmängd (1000-tal) | 1 107 | 1 126 | 1 196 | 1 356 | 1 464 | 1 565 | 1 370 | 1 342 |

Källa: Library of Congress Country Studies, Statistical Office of Estonia 
De balttyska och svenska minoriteterna tvingades i stort sett fullständigt lämna Estland i samband med de stalinistiska utrensningarna. Estlands relationer med flyktingarna och deras ättlingar är goda, bland annat därför att de tidigare balttyska storgodsägarnas organisationer har uttalat att de inte har några anspråk på sina tidigare gods.[källa behövs] I Estland finns över 1 700 judar, 1 500 tatarer och färre än 1 000 romer. Dessa grupper var tidigare betydligt större.

### Språk

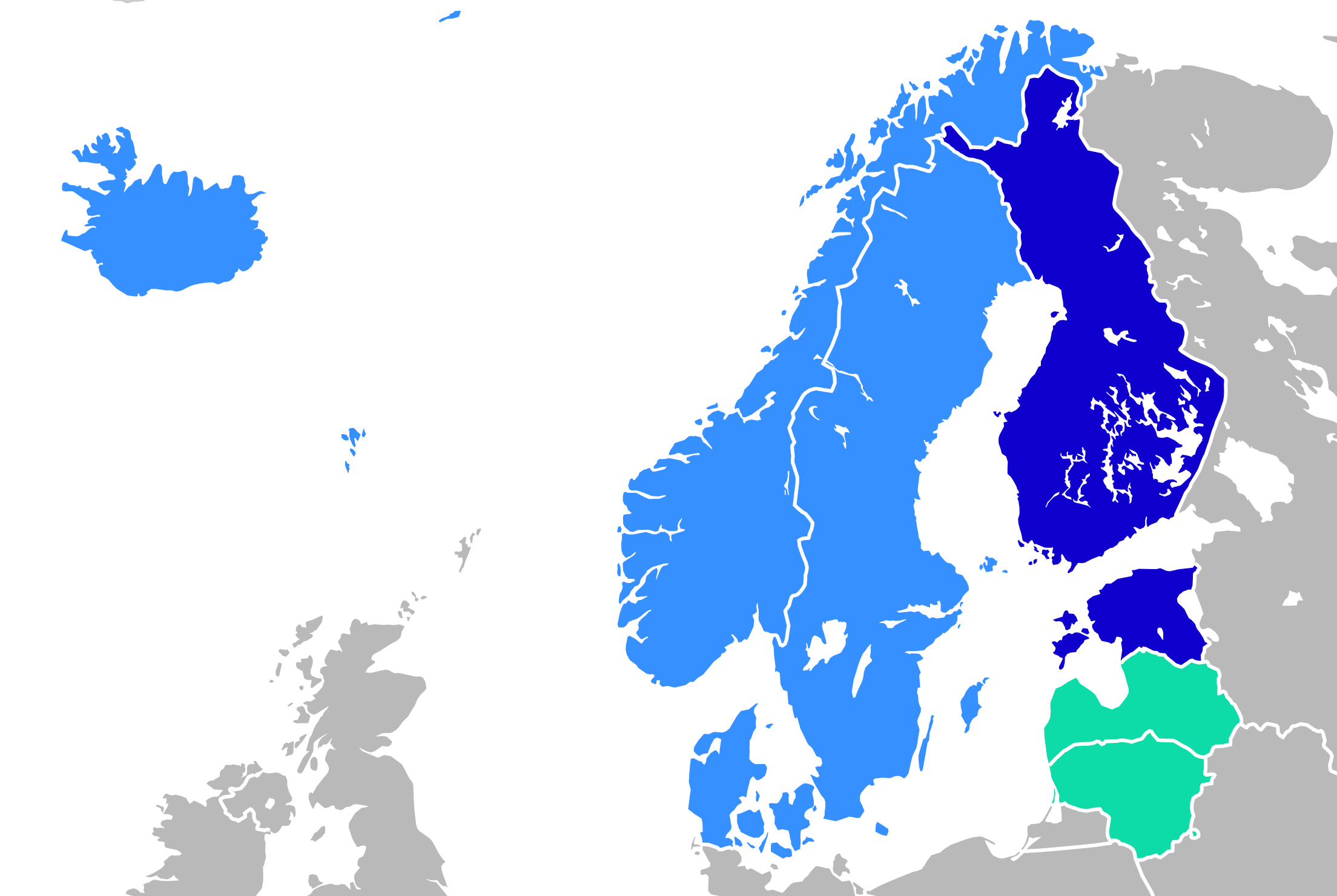
Språkgrupper i området
Nordiska språk (Island, Färöarna och Skandinavien)
Östersjöfinska språk (Finland, Estland)
Baltiska språk (Lettland, Litauen)

Estlands officiella språk är estniska. Det är ett östersjöfinskt språk i den finsk-ugriska språkfamiljen. Majoriteten av estländarna har estniska som modersmål. I sydöstra Estland talas võro, som är ett annat språk i samma familj.
Andra språk i Estland är ryska, som är modersmål för ungefär 25 procent av befolkningen. I Tallinn har uppemot halva befolkningen ryska som modersmål, och i landets tredje största stad, gränsstaden Narva, är majoriteten (93 procent) rysktalande. Ungefär hälften av Narvaborna är estniska medborgare, knappt 40 procent är ryska medborgare och cirka 8 000 är statslösa.[när?] De sistnämnda kan med estniska främlingspass resa mellan Ryssland och Estland utan visum. Narva ligger i landskapet Ida-Virumaa som också har en majoritet (72,8 procent) med ryska som modersmål.
Det har sedan lång tid tillbaka funnits en rysktalande minoritet i Estland. Många av landets äldre ryskspråkiga är personer som flyttade till Estland under sovjettiden, medan ett stort antal ryskspråkiga födda i Estniska SSR under många år endast kunde erhålla estnisk medborgarskap om de även behärskade estniska språket. Därför finns närmare 80 000 statslösa ryskspråkiga i Estland. Orsaken är historisk; i samband med självständigheten ville den estniska staten inte automatiskt ge medborgarskap till de ryska invånare som sågs som ockupationsmaktens representanter. Omkring 100 000 personer blev ryska medborgare efter Sovjetunionens fall, främst för att det var så svårt för dem att få estniskt medborgarskap.
Ändringar i lagen om medborgarskap antogs i januari 2016. Den nya lagen innebär automatiskt medborgarskap vid födseln för barn till statslösa och undantag för personer över 65 från krav på språkprov.
Enligt skollagen ska minst 60 procent av undervisningen i alla gymnasieskolor ske på estniska. Ökningen av undervisning på estniska i ryskspråkiga skolor sker stegvis, men 2017 fanns 2 000 ryskspråkiga lärare i Estland som inte kunde estniska tillräckligt bra för att kunna undervisa. Fler ur den ryska minoriteten studerade dock på estniska än tidigare, och det främst i de delar av landet där ryskspråkiga är i minoritet. I slutet på 2010-talet studerade en femtedel av Estlands grundskoleelever vid någon av landets 70 ryska skolor.
Estniskt medborgarskap, eller medborgarskap i ett annat EU-land, krävs för att bilda och vara medlem i politiska partier. Icke-medborgare som har uppehållstillstånd i Estland har endast rösträtt i lokalvalen som hålls vart fjärde år, men de är inte valbara.
Det finns även några få människor som talar svenska i de gamla estlandssvenska områdena i Nuckö (Noarootsi) och på Ormsö (Vormsi), i västra Estland. En svensk språkminoritet har sedan 1200- och 1300-talen bebott kustområdena och öarna i det som idag är västra och norra Estland. De allra flesta estlandssvenskarna flydde emellertid till Sverige under andra världskriget på grund av Sovjetunionens utrensningar av icke-pålitliga folkgrupper. Idag finns ett gymnasium i Nuckö som lär ut svenska, ett språk som börjar bli populärt bland den estniska befolkningen.

### Religion
I Estland finns Estniska evangelisk-lutherska kyrkan med cirka 180 000 medlemmar (2014), Estlands apostoliska ortodoxa kyrka med omkring 20 000 medlemmar och Estlands ortodoxa kyrka (Moskvapatriarkatet) med omkring 150 000 medlemmar. Därtill finns bland andra kristna: baptister, katoliker, Jehovas vittnen, gammaltroende ortodoxa och pingstvänner. Därtill lite över 1 700 judar, lite över 1 500 muslimer, runt 1 150 buddhister och nästan 600 000 ateister/icke religiösa.(en:Religion in Estonia)

## Kultur
Kulturen i Estland var länge präglad av först Tyskland – stadsbefolkningen och adeln var tysk (baltisk) – och Sverige samt övriga Norden, och senare av Ryssland. Konsten och arkitekturen var till stor del typisk för det tyskdominerade Östersjöområdet. Ett nationellt särdrag är dock byggnaderna i kalksten, såsom medeltidskyrkorna; här kan man också spåra påverkan från det närbelägna Gotland. I mitten av 1800-talet skedde ett nationellt uppvaknande, och det var då den estniska kulturen började ta form genom bland annat skapade av nationaleposet Kalevipoeg och nationalsången.

### Konstarter

#### Musik

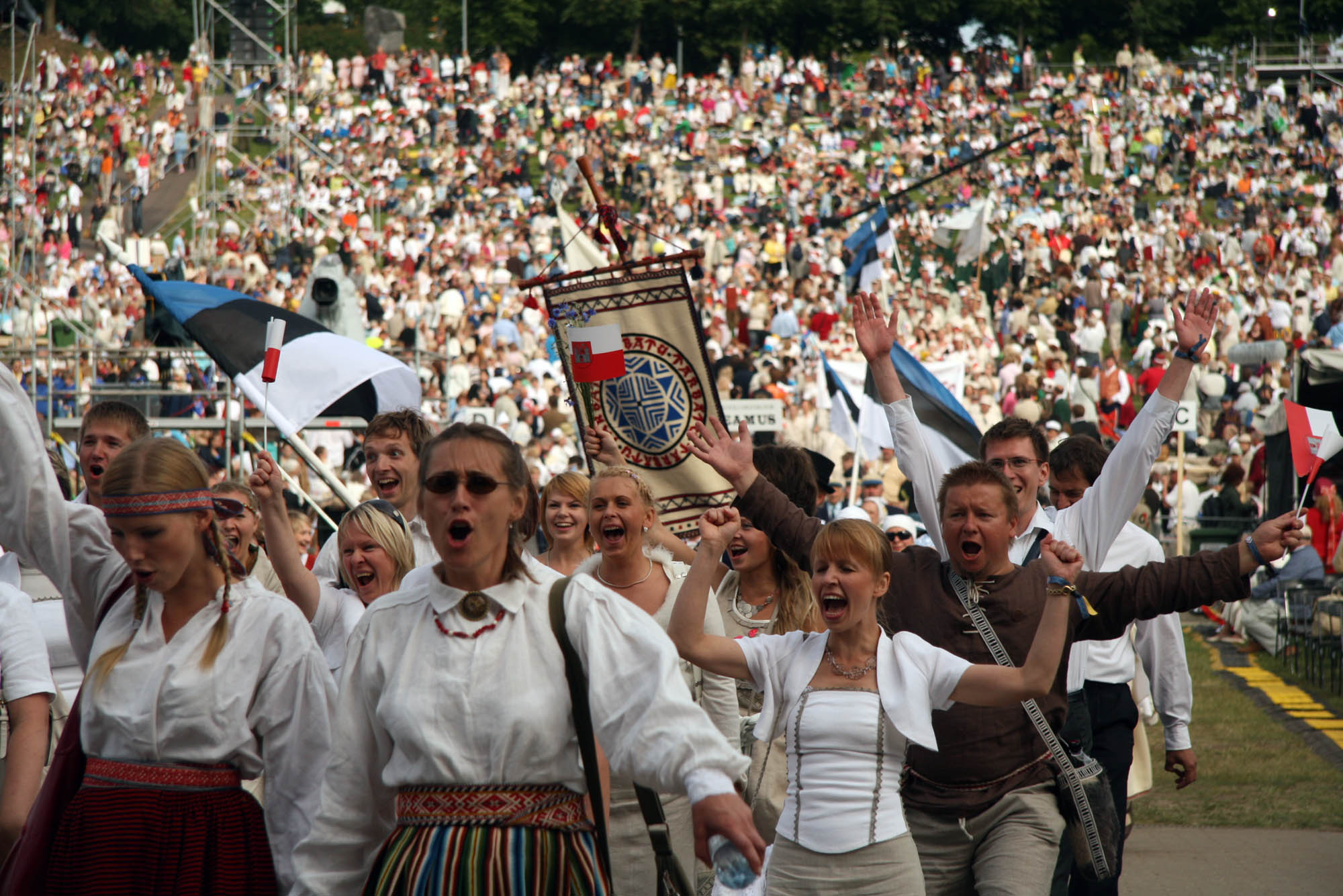
Estniska sångfesten 2009.

Det finns en estnisk musiktradition som är besläktad med den finska, med allt från runosånger till instrumentet kantele (som på estniska heter kannel). Mest typiskt för det estniska musiklivet är dock alltsedan det nationella uppvaknandet de stora sångarfestivalerna (den första ordnades 1869). De äger traditionellt rum på en enorm utomhusscen, Sångarfältet, i Tallinn. Modernismen kom till Estland redan under den tsarryska tiden och har levt kvar sedan dess. Den internationellt mest kände nutida tonsättaren är Arvo Pärt, vars verk ofta har en sakral ortodox prägel. Veljo Tormis förvaltade och förnyade det estniska folkmusikarvet i stora körverk.
I Estland är sångtraditionen fast förankrad. Det är vanligt att man sjunger till bords. Åren 1987–1988 genomfördes massiva protester mot Moskvas herravälde bland annat genom en sjungande massdemonstration i Tallinn. I manifestationen deltog omkring 300 000 personer (mer än en fjärdedel av Estlands befolkning). Händelsen kom att kallas den sjungande revolutionen. 

#### Film
Den estniska filmen beskrivs i artikeln Estlands filmhistoria.

#### Bildkonst
Den estniska bildkonsten beskrivs i artikeln Estlands bildkonst.

## Internationella rankningar
| Organisation                                | Undersökning                   | Rankning  |
| ------------------------------------------- | ------------------------------ | --------- |
| Heritage Foundation/The Wall Street Journal | Index of Economic Freedom 2019 | 15 av 180 |
| Reportrar utan gränser                      | Pressfrihetsindex 2019         | 11 av 180 |
| Transparency International                  | Korruptionsindex 2018          | 18 av 176 |
| FN:s utvecklingsprogram                     | Human Development Index 2018   | 30 av 186 |